# TI-83 Plus
TI-83 Plus — графический калькулятор — принадлежит серии калькуляторов TI-83. Этот калькулятор является модернизированной версией TI-82, выпущенного в 1996 году. TI-83 Plus был выпущен в 1999 году. Одной из его особенностей является наличие Flash-памяти, позволяющей «перепрошивать» операционную систему, а также хранить программы и данные. В калькуляторе использован очень распространённый процессор Zilog Z80. TI-83 Plus является одним из самых популярных калькуляторов производимых Texas Instruments. Существует модификация TI-83 Plus Silver Edition, основным отличием которого является увеличенный объём Flash-памяти. Следующим в линейке идёт TI-84, программно полностью совместимый с TI-83 Plus.

## Технические данные
- Процессор: Zilog Z80
- Flash-память: 512 KB
- Дисплей: монохромный, 96 на 64 точки
- Питание: 4 батареи типа ААА, одна батарея CR 1616 для питания энергозависимой памяти
- Доступные языки программирования: TI-BASIC и машинные коды.